# (5125) Okushiri
(5125) Okushiri es un asteroide perteneciente al cinturón de asteroides, descubierto el 10 de febrero de 1989 por Seiji Ueda y el astrónomo Hiroshi Kaneda desde el Kushiro Marsh Observatory, Hokkaido, Japón.

## Designación y nombre
Designado provisionalmente como 1989 CN1. Fue nombrado Okushiri en homenaje a la pequeña isla costera de Japón que se encuentra en aguas del mar de Japón, frente a la costa occidental de la gran isla de Hokkaido. Destaca por sus ricos bancos de pesca de calamar y vieiras.

## Características orbitales
Okushiri está situado a una distancia media del Sol de 2,466 ua, pudiendo alejarse hasta 2,856 ua y acercarse hasta 2,075 ua. Su excentricidad es 0,158 y la inclinación orbital 3,863 grados. Emplea 1414,48 días en completar una órbita alrededor del Sol.

## Características físicas
La magnitud absoluta de Okushiri es 13,9. Tiene 6 km de diámetro y su albedo se estima en 0,248.